# Chile en la Copa América Centenario
La selección de Chile fue uno de los 16 equipos participantes en la Copa América Centenario, torneo que se organizó en Estados Unidos entre el 3 de junio y el 26 de junio de 2016.
El sorteo de la Copa América, realizado el 21 de febrero en Nueva York, determinó que Chile dispute sus partidos en el grupo D junto a Argentina —contra quien debutó—, Panamá y Bolivia.
En la final del torneo, Chile se coronó campeón, siendo su segundo título oficial a nivel adulto en su historia, luego de empatar sin goles en los 90 minutos reglamentarios, se recurrió a tiempo suplementario de dos tiempos de 15 minutos cada uno (prórroga), el empate sin goles continuó y el título se definió desde los lanzamientos penales, en donde Chile venció por 4:2 a Argentina, vigente subcampeón de la Copa Mundial de Fútbol de 2014.

## Lista de Jugadores
El 29 de abril el entrenador Juan Antonio Pizzi entregó la prenómina de 40 jugadores que cumplirían con el proceso de preparación para la Copa América Centenario. El 16 de mayo, Pizzi entregó la nómina final de 23 jugadores para la Copa América Centenario. Los datos corresponden a las estadísticas antes del inicio del torneo. El 1 de junio, Mark González reemplazó en la nómina final a Matías Fernández, que fue baja por lesión.
| #     | Nombre                | Nombre en camiseta | Posición           | Edad               | PJ Sel             | G                  | Club                  |
| ----- | --------------------- | ------------------ | ------------------ | ------------------ | ------------------ | ------------------ | --------------------- |
| 1     | Claudio Bravo         | C. BRAVO           | Portero            | 33                 | 100                | 0                  | F.C. Barcelona        |
| 2     | Eugenio Mena          | MENA               | Defensa            | 27                 | 44                 | 3                  | São Paulo             |
| 3     | Enzo Roco             | ROCO               | Defensa            | 23                 | 6                  | 1                  | R. C. D. Espanyol     |
| 4     | Mauricio Isla         | ISLA               | Defensa            | 27                 | 74                 | 3                  | Olympique de Marsella |
| 5     | Francisco Silva       | SILVA              | Centrocampista     | 30                 | 24                 | 0                  | Chiapas               |
| 6     | José Pedro Fuenzalida | FUENZALIDA         | Centrocampista     | 31                 | 27                 | 1                  | Universidad Católica  |
| 7     | Alexis Sánchez        | ALEXIS             | Delantero          | 27                 | 94                 | 31                 | Arsenal F.C.          |
| 8     | Arturo Vidal          | VIDAL              | Centrocampista     | 29                 | 75                 | 15                 | Bayern Múnich         |
| 9     | Mauricio Pinilla      | PINILLA            | Delantero          | 32                 | 40                 | 8                  | Atalanta              |
| 10    | Pedro Pablo Hernández | HERNÁNDEZ          | Centrocampista     | 29                 | 4                  | 3                  | Celta de Vigo         |
| 11    | Eduardo Vargas        | VARGAS             | Delantero          | 26                 | 54                 | 1                  | TSG 1899 Hoffenheim   |
| 12    | Cristopher Toselli    | TOSELLI            | Portero            | 27                 | 1                  | 0                  | Universidad Católica  |
| 13    | Erick Pulgar          | PULGAR             | Centrocampista     | 22                 | 2                  | 0                  | Bologna F.C.          |
| 14    | Mark González         | MARK               | Centrocampista     | 31                 | 54                 | 6                  | S.C. Recife           |
| 15    | Jean Beausejour       | BEAUSEJOUR         | Centrocampista     | 32                 | 76                 | 6                  | Colo-Colo             |
| 16    | Nicolás Castillo      | CASTILLO           | Delantero          | 23                 | 3                  | 1                  | Universidad Católica  |
| 17    | Gary Medel            | MEDEL              | Defensa            | 28                 | 88                 | 7                  | Inter de Milán        |
| 18    | Gonzalo Jara          | JARA               | Defensa            | 30                 | 88                 | 3                  | Universidad de Chile  |
| 19    | Fabián Orellana       | ORELLANA           | Delantero          | 30                 | 35                 | 2                  | Celta de Vigo         |
| 20    | Charles Aránguiz      | CH. ARÁNGUIZ       | Centrocampista     | 27                 | 41                 | 4                  | Bayer 04 Leverkusen   |
| 21    | Marcelo Díaz          | DÍAZ               | Centrocampista     | 29                 | 43                 | 1                  | Celta de Vigo         |
| 22    | Edson Puch            | PUCH               | Delantero          | 29                 | 7                  | 0                  | Liga de Quito         |
| 23    | Johnny Herrera        | HERRERA            | Portero            | 35                 | 15                 | 0                  | Universidad de Chile  |
| D. T. | Juan Antonio Pizzi    | Juan Antonio Pizzi | Juan Antonio Pizzi | Juan Antonio Pizzi | Juan Antonio Pizzi | Juan Antonio Pizzi | Juan Antonio Pizzi    |

Lista provisional
| Nombre            | Posición      | Club                 |
| ----------------- | ------------- | -------------------- |
| Paulo Garcés      | Arquero       | Colo-Colo            |
| Felipe Campos     | Defensa       | Palestino            |
| Christian Vilches | Defensa       | Atlético Paranaense  |
| Paulo Díaz        | Defensa       | San Lorenzo          |
| Igor Lichnovsky   | Defensa       | Sporting de Gijón    |
| Miiko Albornoz    | Defensa       | Hannover 96          |
| Esteban Pavez     | Mediocampista | Colo-Colo            |
| Matías Fernández  | Mediocampista | Fiorentina           |
| Manuel Iturra     | Mediocampista | Rayo Vallecano       |
| Felipe Gutiérrez  | Mediocampista | FC Twente            |
| Fernando Meneses  | Mediocampista | Tiburones Rojos      |
| Diego Valdés      | Mediocampista | Audax Italiano       |
| Bryan Rabello     | Mediocampista | Santos Laguna        |
| Fabián Orellana   | Delantero     | Celta de Vigo        |
| Angelo Henríquez  | Delantero     | Dinamo Zagreb        |
| Jeisson Vargas    | Delantero     | Universidad Católica |
| Marcos Bolados    | Delantero     | Deportes Antofagasta |
| Marcelo Larrondo  | Delantero     | River Plate          |

## Preparación

### Amistosos previos
| 27 de mayo de 2016, 19:30 (UTC-4) | Chile        | 1:2 (0:1) | Jamaica                   | Estadio Sausalito, Viña del Mar                         |                                                         |
|                                   | Castillo 81' | Reporte   | 35' Donaldson · 52' Grant | Asistencia: 18 000 espectadores Árbitro(s): Raúl Orosco | Asistencia: 18 000 espectadores Árbitro(s): Raúl Orosco |

| 1 de junio de 2016, 19:00 (UTC-7) | México        | 1:0 (0:0) | Chile | Estadio Qualcomm, San Diego                                  |                                                              |
|                                   | Hernández 86' | Reporte   |       | Asistencia: 68 254 espectadores Árbitro(s): Baldomero Toledo | Asistencia: 68 254 espectadores Árbitro(s): Baldomero Toledo |

## Participación

### Partidos
| Fecha       | Lugar           | Instancia        |           |                      | Resultado    |                    |         |
| ----------- | --------------- | ---------------- | --------- | -------------------- | ------------ | ------------------ | ------- |
| 6 de junio  | Santa Clara     | Fase de grupos   | Argentina | Bandera de Argentina | 2:1 (0:0)    | Bandera de Chile   | Chile   |
| 10 de junio | Foxborough      | Fase de grupos   | Chile     | Bandera de Chile     | 2:1 (0:0)    | Bandera de Bolivia | Bolivia |
| 14 de junio | Filadelfia      | Fase de grupos   | Chile     | Bandera de Chile     | 4:2 (2:1)    | Bandera de Panamá  | Panamá  |
| 18 de junio | Santa Clara     | Cuartos de final | México    | Bandera de México    | 0:7 (0:2)    | Bandera de Chile   | Chile   |
| 22 de junio | Chicago         | Semifinales      | Colombia  | Bandera de Colombia  | 0:2 (0:2)    | Bandera de Chile   | Chile   |
| 26 de junio | East Rutherford | Final            | Argentina | Bandera de Argentina | 0:0 (2:4 p.) | Bandera de Chile   | Chile   |

### Grupo D
| Selección | Pts. | PJ | PG | PE | PP | GF | GC | Dif |
| --------- | ---- | -- | -- | -- | -- | -- | -- | --- |
| Argentina | 9    | 3  | 3  | 0  | 0  | 10 | 1  | 9   |
| Chile     | 6    | 3  | 2  | 0  | 1  | 7  | 5  | 2   |
| Panamá    | 3    | 3  | 1  | 0  | 2  | 4  | 10 | -6  |
| Bolivia   | 0    | 3  | 0  | 0  | 3  | 2  | 7  | -5  |

#### Argentina - Chile
| 6 de junio de 2016, 18:00 (UTC-8) | Argentina                 | 2:1 (0:0) | Chile            | Levi's Stadium, Santa Clara                                  |                                                              |
|                                   | Di María 51' · Banega 59' | Reporte   | 90+3' Fuenzalida | Asistencia: 69 451 espectadores Árbitro(s): Daniel Fedorczuk | Asistencia: 69 451 espectadores Árbitro(s): Daniel Fedorczuk |

| 1          | Guardameta     | Sergio Romero     |     |
| 4          | Defensa        | Gabriel Mercado   |     |
| 17         | Defensa        | Nicolás Otamendi  |     |
| 13         | Defensa        | Ramiro Funes Mori |     |
| 16         | Defensa        | Marcos Rojo       |     |
| 8          | Centrocampista | Augusto Fernández |     |
| 14         | Centrocampista | Javier Mascherano |     |
| 19         | Centrocampista | Éver Banega       |     |
| 20         | Delantero      | Nicolás Gaitán    | 86' |
| 7          | Delantero      | Ángel Di María    | 79' |
| 9          | Delantero      | Gonzalo Higuaín   | 73' |
| Entrenador | Entrenador     | Gerardo Martino   |     |

| 1          | Guardameta     | Claudio Bravo      |     |
| 4          | Defensa        | Mauricio Isla      |     |
| 17         | Defensa        | Gary Medel         |     |
| 18         | Defensa        | Gonzalo Jara       |     |
| 2          | Defensa        | Eugenio Mena       | 53' |
| 21         | Centrocampista | Marcelo Díaz       |     |
| 20         | Centrocampista | Charles Aránguiz   | 81' |
| 8          | Centrocampista | Arturo Vidal       |     |
| 15         | Delantero      | Jean Beausejour    |     |
| 7          | Delantero      | Alexis Sánchez     |     |
| 11         | Delantero      | Eduardo Vargas     | 67' |
| Entrenador | Entrenador     | Juan Antonio Pizzi |     |

| 11 | Delantero      | Sergio Agüero      | 73' |
| 18 | Delantero      | Erik Lamela        | 79' |
| 5  | Centrocampista | Matías Kranevitter | 86' |

| 19 | Delantero | Fabián Orellana       | 53' |
| 9  | Delantero | Mauricio Pinilla      | 67' |
| 6  | Defensa   | José Pedro Fuenzalida | 81' |

| Amonestado | 64' | Ángel Di María |  |
| Amonestado | 68' | Marcos Rojo    |  |

| Amonestado | 18' | Arturo Vidal    |  |
| Amonestado | 43' | Mauricio Isla   |  |
| Amonestado | 64' | Gary Medel      |  |
| Amonestado | 85' | Jean Beausejour |  |

| Anotado | 51' | Ángel Di María | 1 - 0 |
| Anotado | 59' | Éver Banega    | 2 - 0 |

| Anotado | 90+3' | José Pedro Fuenzalida | 2 - 1 |

| Árbitro                      | Daniel Fedorzuck |
| Árbitros asistentes          | Richard Trinidad |
| Árbitros asistentes          | Nicolás Tarán    |
| Cuarto árbitro               | Jair Marrufo     |
| Árbitro asistente de reserva | Corey Parker     |

| 1          | Guardameta     | Sergio Romero     |     |
| 4          | Defensa        | Gabriel Mercado   |     |
| 17         | Defensa        | Nicolás Otamendi  |     |
| 13         | Defensa        | Ramiro Funes Mori |     |
| 16         | Defensa        | Marcos Rojo       |     |
| 8          | Centrocampista | Augusto Fernández |     |
| 14         | Centrocampista | Javier Mascherano |     |
| 19         | Centrocampista | Éver Banega       |     |
| 20         | Delantero      | Nicolás Gaitán    | 86' |
| 7          | Delantero      | Ángel Di María    | 79' |
| 9          | Delantero      | Gonzalo Higuaín   | 73' |
| Entrenador | Entrenador     | Gerardo Martino   |     |

| 1          | Guardameta     | Claudio Bravo      |     |
| 4          | Defensa        | Mauricio Isla      |     |
| 17         | Defensa        | Gary Medel         |     |
| 18         | Defensa        | Gonzalo Jara       |     |
| 2          | Defensa        | Eugenio Mena       | 53' |
| 21         | Centrocampista | Marcelo Díaz       |     |
| 20         | Centrocampista | Charles Aránguiz   | 81' |
| 8          | Centrocampista | Arturo Vidal       |     |
| 15         | Delantero      | Jean Beausejour    |     |
| 7          | Delantero      | Alexis Sánchez     |     |
| 11         | Delantero      | Eduardo Vargas     | 67' |
| Entrenador | Entrenador     | Juan Antonio Pizzi |     |

| 11 | Delantero      | Sergio Agüero      | 73' |
| 18 | Delantero      | Erik Lamela        | 79' |
| 5  | Centrocampista | Matías Kranevitter | 86' |

| 19 | Delantero | Fabián Orellana       | 53' |
| 9  | Delantero | Mauricio Pinilla      | 67' |
| 6  | Defensa   | José Pedro Fuenzalida | 81' |

| Amonestado | 64' | Ángel Di María |  |
| Amonestado | 68' | Marcos Rojo    |  |

| Amonestado | 18' | Arturo Vidal    |  |
| Amonestado | 43' | Mauricio Isla   |  |
| Amonestado | 64' | Gary Medel      |  |
| Amonestado | 85' | Jean Beausejour |  |

| Anotado | 51' | Ángel Di María | 1 - 0 |
| Anotado | 59' | Éver Banega    | 2 - 0 |

| Anotado | 90+3' | José Pedro Fuenzalida | 2 - 1 |

| Árbitro                      | Daniel Fedorzuck |
| Árbitros asistentes          | Richard Trinidad |
| Árbitros asistentes          | Nicolás Tarán    |
| Cuarto árbitro               | Jair Marrufo     |
| Árbitro asistente de reserva | Corey Parker     |

|  |

| Estadísticas      | Bandera de Argentina | Bandera de Chile |
| Tiros             | 16                   | 9                |
| Recuperaciones    | 31                   | 42               |
| Faltas            | 15                   | 16               |
| Saques de esquina | 6                    | 3                |
| Penalties         | 0                    | 0                |
| Fueras de juego   | 0                    | 6                |
| Pases correctos   | 311                  | 460              |
| Pases incorrectos | 40                   | 63               |
| Posesión de balón | 42%                  | 58%              |

#### Chile - Bolivia
| 10 de junio de 2016, 19:00 (UTC-4) | Chile                    | 2:1 (0:0) | Bolivia    | Gillette Stadium, Foxborough                             |                                                          |
|                                    | Vidal 46', 90+10' (pen.) | Reporte   | 61' Campos | Asistencia: 19 392 espectadores Árbitro(s): Jair Marrufo | Asistencia: 19 392 espectadores Árbitro(s): Jair Marrufo |

| 1          | Guardameta     | Claudio Bravo         |     |
| 4          | Defensa        | Mauricio Isla         | 75' |
| 17         | Defensa        | Gary Medel            |     |
| 18         | Defensa        | Gonzalo Jara          |     |
| 15         | Defensa        | Jean Beausejour       |     |
| 20         | Centrocampista | Charles Aránguiz      |     |
| 8          | Centrocampista | Arturo Vidal          |     |
| 10         | Centrocampista | Pedro Pablo Hernández |     |
| 9          | Delantero      | Mauricio Pinilla      | 57' |
| 7          | Delantero      | Alexis Sánchez        |     |
| 19         | Delantero      | Fabián Orellana       | 67' |
| Entrenador | Entrenador     | Juan Antonio Pizzi    |     |

| 1          | Guardameta     | Carlos Lampe            |     |
| 2          | Defensa        | Erwin Saavedra          |     |
| 21         | Defensa        | Ronald Eguino           |     |
| 22         | Defensa        | Edward Zenteno          |     |
| 3          | Defensa        | Luis Gutiérrez          |     |
| 17         | Defensa        | Marvin Bejarano         |     |
| 14         | Centrocampista | Raúl Castro             | 57' |
| 13         | Centrocampista | Alejandro Meleán        |     |
| 8          | Centrocampista | Martin Smedberg-Dalence |     |
| 7          | Delantero      | Juan Carlos Arce        | 53' |
| 9          | Delantero      | Yasmani Duk             | 81' |
| Entrenador | Entrenador     | Julio César Baldivieso  |     |

| 11 | Delantero      | Eduardo Vargas        | 57' |
| 22 | Delantero      | Edson Puch            | 67' |
| 6  | Centrocampista | José Pedro Fuenzalida | 75' |

| 18 | Delantero      | Rodrigo Ramallo | 53' |
| 10 | Centrocampista | Jhasmani Campos | 57' |
| 6  | Centrocampista | Wálter Veizaga  | 81' |

| Amonestado | 78' | Pedro Pablo Hernández |  |

| Amonestado | 3'    | Ronald Eguino   |  |
| Amonestado | 77'   | Jhasmani Campos |  |
| Amonestado | 90+8' | Luis Gutiérrez  |  |

| Anotado         | 46'    | Arturo Vidal | 1 - 0 |
| Anotado · Penal | 90+10' | Arturo Vidal | 2 - 1 |

| Anotado | 61' | Jhasmani Campos | 1 - 1 |

| Árbitro                      | Jair Marrufo       |
| Árbitros asistentes          | Corey Rockwell     |
| Árbitros asistentes          | Peter Manikowski   |
| Cuarto árbitro               | Armando Villarreal |
| Árbitro asistente de reserva | Christian Ramírez  |

| 1          | Guardameta     | Claudio Bravo         |     |
| 4          | Defensa        | Mauricio Isla         | 75' |
| 17         | Defensa        | Gary Medel            |     |
| 18         | Defensa        | Gonzalo Jara          |     |
| 15         | Defensa        | Jean Beausejour       |     |
| 20         | Centrocampista | Charles Aránguiz      |     |
| 8          | Centrocampista | Arturo Vidal          |     |
| 10         | Centrocampista | Pedro Pablo Hernández |     |
| 9          | Delantero      | Mauricio Pinilla      | 57' |
| 7          | Delantero      | Alexis Sánchez        |     |
| 19         | Delantero      | Fabián Orellana       | 67' |
| Entrenador | Entrenador     | Juan Antonio Pizzi    |     |

| 1          | Guardameta     | Carlos Lampe            |     |
| 2          | Defensa        | Erwin Saavedra          |     |
| 21         | Defensa        | Ronald Eguino           |     |
| 22         | Defensa        | Edward Zenteno          |     |
| 3          | Defensa        | Luis Gutiérrez          |     |
| 17         | Defensa        | Marvin Bejarano         |     |
| 14         | Centrocampista | Raúl Castro             | 57' |
| 13         | Centrocampista | Alejandro Meleán        |     |
| 8          | Centrocampista | Martin Smedberg-Dalence |     |
| 7          | Delantero      | Juan Carlos Arce        | 53' |
| 9          | Delantero      | Yasmani Duk             | 81' |
| Entrenador | Entrenador     | Julio César Baldivieso  |     |

| 11 | Delantero      | Eduardo Vargas        | 57' |
| 22 | Delantero      | Edson Puch            | 67' |
| 6  | Centrocampista | José Pedro Fuenzalida | 75' |

| 18 | Delantero      | Rodrigo Ramallo | 53' |
| 10 | Centrocampista | Jhasmani Campos | 57' |
| 6  | Centrocampista | Wálter Veizaga  | 81' |

| Amonestado | 78' | Pedro Pablo Hernández |  |

| Amonestado | 3'    | Ronald Eguino   |  |
| Amonestado | 77'   | Jhasmani Campos |  |
| Amonestado | 90+8' | Luis Gutiérrez  |  |

| Anotado         | 46'    | Arturo Vidal | 1 - 0 |
| Anotado · Penal | 90+10' | Arturo Vidal | 2 - 1 |

| Anotado | 61' | Jhasmani Campos | 1 - 1 |

| Árbitro                      | Jair Marrufo       |
| Árbitros asistentes          | Corey Rockwell     |
| Árbitros asistentes          | Peter Manikowski   |
| Cuarto árbitro               | Armando Villarreal |
| Árbitro asistente de reserva | Christian Ramírez  |

|  |

| Estadísticas      | Bandera de Chile | Bandera de Bolivia |
| Tiros             | 18               | 3                  |
| Recuperaciones    | 38               | 22                 |
| Faltas            | 13               | 18                 |
| Saques de esquina | 7                | 2                  |
| Penalties         | 1                | 0                  |
| Fueras de juego   | 1                | 2                  |
| Pases correctos   | 599              | 94                 |
| Pases incorrectos | 50               | 32                 |
| Posesión de balón | 75%              | 25%                |

#### Chile - Panamá
| 14 de junio de 2016, 20:00 (UTC-4) | Chile                              | 4:2 (2:1) | Panamá                  | Lincoln Financial Field, Filadelfia                        |                                                            |
|                                    | Vargas 15', 43' · Sánchez 50', 89' | Reporte   | 5' Camargo · 75' Arroyo | Asistencia: 27 260 espectadores Árbitro(s): Roddy Zambrano | Asistencia: 27 260 espectadores Árbitro(s): Roddy Zambrano |

| 1          | Guardameta     | Claudio Bravo         |     |
| 4          | Defensa        | Mauricio Isla         |     |
| 17         | Defensa        | Gary Medel            | 89' |
| 18         | Defensa        | Gonzalo Jara          |     |
| 15         | Defensa        | Jean Beausejour       | 59' |
| 20         | Centrocampista | Charles Aránguiz      |     |
| 8          | Centrocampista | Arturo Vidal          | 89' |
| 21         | Centrocampista | Marcelo Díaz          |     |
| 6          | Delantero      | José Pedro Fuenzalida |     |
| 11         | Delantero      | Eduardo Vargas        |     |
| 7          | Delantero      | Alexis Sánchez        |     |
| Entrenador | Entrenador     | Juan Antonio Pizzi    |     |

| 1          | Guardameta     | Jaime Penedo       |     |
| 13         | Defensa        | Adolfo Machado     |     |
| 3          | Defensa        | Harold Cummings    |     |
| 5          | Defensa        | Roderick Miller    |     |
| 17         | Defensa        | Luis Henríquez     |     |
| 6          | Centrocampista | Gabriel Gómez      |     |
| 21         | Centrocampista | Amílcar Henríquez  |     |
| 19         | Centrocampista | Alberto Quintero   | 70' |
| 2          | Centrocampista | Miguel Camargo     |     |
| 10         | Delantero      | Luis Tejada        | 46' |
| 9          | Delantero      | Roberto Nurse      | 46' |
| Entrenador | Entrenador     | Hernán Darío Gómez |     |

| 22 | Delantero      | Edson Puch            | 59' |
| 3  | Delantero      | Enzo Roco             | 89' |
| 10 | Centrocampista | Pedro Pablo Hernández | 89' |

| 8  | Delantero      | Gabriel Torres   | 46' |
| 16 | Delantero      | Abdiel Arroyo    | 46' |
| 18 | Centrocampista | Ricardo Buitrago | 70' |

| Amonestado | 90+1' | Mauricio Isla |  |

| Amonestado | 51' | Miguel Camargo    |  |
| Amonestado | 71' | Harold Cummings   |  |
| Amonestado | 77' | Amílcar Henríquez |  |

| Anotado | 15' | Eduardo Vargas | 1 - 1 |
| Anotado | 43' | Eduardo Vargas | 2 - 1 |
| Anotado | 50' | Alexis Sánchez | 3 - 1 |
| Anotado | 89' | Alexis Sánchez | 4 - 2 |

| Anotado | 5'  | Miguel Camargo | 0 - 1 |
| Anotado | 75' | Abdiel Arroyo  | 3 - 2 |

| Árbitro                      | Roddy Zambrano |
| Árbitros asistentes          | Byron Romero   |
| Árbitros asistentes          | Luis Vera      |
| Cuarto árbitro               | Wilmar Roldán  |
| Árbitro asistente de reserva | Alexander León |

| 1          | Guardameta     | Claudio Bravo         |     |
| 4          | Defensa        | Mauricio Isla         |     |
| 17         | Defensa        | Gary Medel            | 89' |
| 18         | Defensa        | Gonzalo Jara          |     |
| 15         | Defensa        | Jean Beausejour       | 59' |
| 20         | Centrocampista | Charles Aránguiz      |     |
| 8          | Centrocampista | Arturo Vidal          | 89' |
| 21         | Centrocampista | Marcelo Díaz          |     |
| 6          | Delantero      | José Pedro Fuenzalida |     |
| 11         | Delantero      | Eduardo Vargas        |     |
| 7          | Delantero      | Alexis Sánchez        |     |
| Entrenador | Entrenador     | Juan Antonio Pizzi    |     |

| 1          | Guardameta     | Jaime Penedo       |     |
| 13         | Defensa        | Adolfo Machado     |     |
| 3          | Defensa        | Harold Cummings    |     |
| 5          | Defensa        | Roderick Miller    |     |
| 17         | Defensa        | Luis Henríquez     |     |
| 6          | Centrocampista | Gabriel Gómez      |     |
| 21         | Centrocampista | Amílcar Henríquez  |     |
| 19         | Centrocampista | Alberto Quintero   | 70' |
| 2          | Centrocampista | Miguel Camargo     |     |
| 10         | Delantero      | Luis Tejada        | 46' |
| 9          | Delantero      | Roberto Nurse      | 46' |
| Entrenador | Entrenador     | Hernán Darío Gómez |     |

| 22 | Delantero      | Edson Puch            | 59' |
| 3  | Delantero      | Enzo Roco             | 89' |
| 10 | Centrocampista | Pedro Pablo Hernández | 89' |

| 8  | Delantero      | Gabriel Torres   | 46' |
| 16 | Delantero      | Abdiel Arroyo    | 46' |
| 18 | Centrocampista | Ricardo Buitrago | 70' |

| Amonestado | 90+1' | Mauricio Isla |  |

| Amonestado | 51' | Miguel Camargo    |  |
| Amonestado | 71' | Harold Cummings   |  |
| Amonestado | 77' | Amílcar Henríquez |  |

| Anotado | 15' | Eduardo Vargas | 1 - 1 |
| Anotado | 43' | Eduardo Vargas | 2 - 1 |
| Anotado | 50' | Alexis Sánchez | 3 - 1 |
| Anotado | 89' | Alexis Sánchez | 4 - 2 |

| Anotado | 5'  | Miguel Camargo | 0 - 1 |
| Anotado | 75' | Abdiel Arroyo  | 3 - 2 |

| Árbitro                      | Roddy Zambrano |
| Árbitros asistentes          | Byron Romero   |
| Árbitros asistentes          | Luis Vera      |
| Cuarto árbitro               | Wilmar Roldán  |
| Árbitro asistente de reserva | Alexander León |

|  |

| Estadísticas      | Bandera de Chile | Bandera de Panamá |
| Tiros             | 18               | 13                |
| Recuperaciones    | 33               | 18                |
| Faltas            | 11               | 13                |
| Saques de esquina | 10               | 1                 |
| Penalties         | 0                | 0                 |
| Fueras de juego   | 3                | 4                 |
| Pases correctos   | 637              | 108               |
| Pases incorrectos | 48               | 32                |
| Posesión de balón | 76%              | 24%               |

### Cuartos de final

#### México - Chile
| 18 de junio de 2016, 19:00 (UTC-7) | México | 0:7 (0:2) | Chile                                                   | Levi's Stadium, Santa Clara                             |                                                         |
|                                    |        | Reporte   | 16', 88' Puch · 44', 52', 57', 74' Vargas · 49' Sánchez | Asistencia: 70 547 espectadores Árbitro(s): Héber Lopes | Asistencia: 70 547 espectadores Árbitro(s): Héber Lopes |

| 13         | Guardameta     | Guillermo Ochoa     |     |
| 22         | Defensa        | Paul Aguilar        |     |
| 2          | Defensa        | Néstor Araujo       |     |
| 15         | Defensa        | Héctor Moreno       |     |
| 7          | Defensa        | Miguel Layún        |     |
| 18         | Centrocampista | Andrés Guardado     |     |
| 20         | Centrocampista | Jesús Dueñas        | 46' |
| 16         | Centrocampista | Héctor Herrera      |     |
| 8          | Delantero      | Hirving Lozano      | 46' |
| 14         | Delantero      | Javier Hernández    |     |
| 10         | Delantero      | Jesús Manuel Corona | 59' |
| Entrenador | Entrenador     | Juan Carlos Osorio  |     |

| 1          | Guardameta     | Claudio Bravo         |     |
| 6          | Defensa        | José Pedro Fuenzalida |     |
| 17         | Defensa        | Gary Medel            | 59' |
| 18         | Defensa        | Gonzalo Jara          |     |
| 15         | Defensa        | Jean Beausejour       | 72' |
| 20         | Centrocampista | Charles Aránguiz      |     |
| 21         | Centrocampista | Marcelo Díaz          | 56' |
| 8          | Centrocampista | Arturo Vidal          |     |
| 22         | Delantero      | Edson Puch            |     |
| 7          | Delantero      | Alexis Sánchez        |     |
| 11         | Delantero      | Eduardo Vargas        |     |
| Entrenador | Entrenador     | Juan Antonio Pizzi    |     |

| 21 | Centrocampista | Carlos Peña  | 46' |
| 9  | Delantero      | Raúl Jiménez | 46' |
| 5  | Defensa        | Diego Reyes  | 59' |

| 5  | Centrocampista | Francisco Silva | 56' |
| 3  | Defensa        | Enzo Roco       | 59' |
| 14 | Centrocampista | Mark González   | 72' |

| Amonestado | 58' | Andrés Guardado |  |
| Amonestado | 63' | Miguel Layún    |  |

| Amonestado | 38' | Arturo Vidal |  |

| Anotado | 16' | Edson Puch     | 0 - 1 |
| Anotado | 44' | Eduardo Vargas | 0 - 2 |
| Anotado | 49' | Alexis Sánchez | 0 - 3 |
| Anotado | 52' | Eduardo Vargas | 0 - 4 |
| Anotado | 57' | Eduardo Vargas | 0 - 5 |
| Anotado | 74' | Eduardo Vargas | 0 - 6 |
| Anotado | 88' | Edson Puch     | 0 - 7 |

| Árbitro                      | Héber Lopes     |
| Árbitros asistentes          | Kleber Gil      |
| Árbitros asistentes          | Bruno Boschilia |
| Cuarto árbitro               | José Argote     |
| Árbitro asistente de reserva | Luis Sánchez    |

| 13         | Guardameta     | Guillermo Ochoa     |     |
| 22         | Defensa        | Paul Aguilar        |     |
| 2          | Defensa        | Néstor Araujo       |     |
| 15         | Defensa        | Héctor Moreno       |     |
| 7          | Defensa        | Miguel Layún        |     |
| 18         | Centrocampista | Andrés Guardado     |     |
| 20         | Centrocampista | Jesús Dueñas        | 46' |
| 16         | Centrocampista | Héctor Herrera      |     |
| 8          | Delantero      | Hirving Lozano      | 46' |
| 14         | Delantero      | Javier Hernández    |     |
| 10         | Delantero      | Jesús Manuel Corona | 59' |
| Entrenador | Entrenador     | Juan Carlos Osorio  |     |

| 1          | Guardameta     | Claudio Bravo         |     |
| 6          | Defensa        | José Pedro Fuenzalida |     |
| 17         | Defensa        | Gary Medel            | 59' |
| 18         | Defensa        | Gonzalo Jara          |     |
| 15         | Defensa        | Jean Beausejour       | 72' |
| 20         | Centrocampista | Charles Aránguiz      |     |
| 21         | Centrocampista | Marcelo Díaz          | 56' |
| 8          | Centrocampista | Arturo Vidal          |     |
| 22         | Delantero      | Edson Puch            |     |
| 7          | Delantero      | Alexis Sánchez        |     |
| 11         | Delantero      | Eduardo Vargas        |     |
| Entrenador | Entrenador     | Juan Antonio Pizzi    |     |

| 21 | Centrocampista | Carlos Peña  | 46' |
| 9  | Delantero      | Raúl Jiménez | 46' |
| 5  | Defensa        | Diego Reyes  | 59' |

| 5  | Centrocampista | Francisco Silva | 56' |
| 3  | Defensa        | Enzo Roco       | 59' |
| 14 | Centrocampista | Mark González   | 72' |

| Amonestado | 58' | Andrés Guardado |  |
| Amonestado | 63' | Miguel Layún    |  |

| Amonestado | 38' | Arturo Vidal |  |

| Anotado | 16' | Edson Puch     | 0 - 1 |
| Anotado | 44' | Eduardo Vargas | 0 - 2 |
| Anotado | 49' | Alexis Sánchez | 0 - 3 |
| Anotado | 52' | Eduardo Vargas | 0 - 4 |
| Anotado | 57' | Eduardo Vargas | 0 - 5 |
| Anotado | 74' | Eduardo Vargas | 0 - 6 |
| Anotado | 88' | Edson Puch     | 0 - 7 |

| Árbitro                      | Héber Lopes     |
| Árbitros asistentes          | Kleber Gil      |
| Árbitros asistentes          | Bruno Boschilia |
| Cuarto árbitro               | José Argote     |
| Árbitro asistente de reserva | Luis Sánchez    |

|  |

| Estadísticas      | Bandera de México | Bandera de Chile |
| Tiros             | 8                 | 18               |
| Recuperaciones    | 24                | 40               |
| Faltas            | 13                | 10               |
| Saques de esquina | 7                 | 4                |
| Penalties         | 0                 | 0                |
| Fueras de juego   | 1                 | 6                |
| Pases correctos   | 252               | 444              |
| Pases incorrectos | 84                | 65               |
| Posesión de balón | 40%               | 60%              |

### Semifinal

#### Colombia - Chile
| 22 de junio de 2016, 19:00 (UTC-5)                                                     | Colombia | 0:2 (0:2) | Chile                        | Soldier Field, Chicago                                   |                                                          |
|                                                                                        |          | Reporte   | 7' Aránguiz · 11' Fuenzalida | Asistencia: 55 423 espectadores Árbitro(s): Joel Aguilar | Asistencia: 55 423 espectadores Árbitro(s): Joel Aguilar |
| El inicio del segundo tiempo se retrasó dos horas debido a las condiciones climáticas. |          |           |                              |                                                          |                                                          |

| 1          | POR        | David Ospina            |     |
| 2          | DEF        | Cristian Zapata         |     |
| 22         | DEF        | Jeison Murillo          |     |
| 4          | DEF        | Santiago Arias          |     |
| 18         | DEF        | Frank Fabra             | 73' |
| 6          | MED        | Carlos Sánchez          |     |
| 16         | MED        | Daniel Torres           |     |
| 11         | MED        | Juan Guillermo Cuadrado | 80' |
| 10         | MED        | James Rodríguez         |     |
| 8          | MED        | Edwin Cardona           | 46' |
| 9          | DEL        | Roger Martínez          |     |
| Entrenador | Entrenador | José Néstor Pékerman    |     |

| 1          | POR        | Claudio Bravo         |     |
| 17         | DEF        | Gary Medel            |     |
| 18         | DEF        | Gonzalo Jara          |     |
| 4          | DEF        | Mauricio Isla         |     |
| 15         | DEF        | Jean Beausejour       |     |
| 5          | MED        | Francisco Silva       |     |
| 20         | MED        | Charles Aránguiz      |     |
| 10         | MED        | Pedro Pablo Hernández | 30' |
| 6          | MED        | José Pedro Fuenzalida | 75' |
| 7          | DEL        | Alexis Sánchez        |     |
| 11         | DEL        | Eduardo Vargas        | 88' |
| Entrenador | Entrenador | Juan Antonio Pizzi    |     |

| 21 | DEL | Marlos Moreno   | 46' |
| 13 | MED | Sebastián Pérez | 73' |
| 7  | DEL | Carlos Bacca    | 80' |

| 13 | MED | Erick Pulgar  | 30' |
| 22 | DEL | Edson Puch    | 75' |
| 14 | MED | Mark González | 88' |

| Anotado | 7'  | Charles Aránguiz      |
| Anotado | 11' | José Pedro Fuenzalida |

| Amonestado | 41' | Carlos Sánchez  |
| Expulsado  | 57' | Carlos Sánchez  |
| Amonestado | 89' | Carlos Bacca    |
| Amonestado | 90' | James Rodríguez |

| Amonestado | 39' | Claudio Bravo   |
| Amonestado | 45' | Alexis Sánchez  |
| Amonestado | 65' | Jean Beausejour |
| Amonestado | 78' | Edson Puch      |
| Amonestado | 85' | Francisco Silva |

| Árbitro                      | Joel Aguilar   |
| Árbitros asistentes          | Juan Zumba     |
| Árbitros asistentes          | William Torres |
| Cuarto Árbitro               | José Argote    |
| Árbitro asistente de reserva | Luis Murillo   |

| 1          | POR        | David Ospina            |     |
| 2          | DEF        | Cristian Zapata         |     |
| 22         | DEF        | Jeison Murillo          |     |
| 4          | DEF        | Santiago Arias          |     |
| 18         | DEF        | Frank Fabra             | 73' |
| 6          | MED        | Carlos Sánchez          |     |
| 16         | MED        | Daniel Torres           |     |
| 11         | MED        | Juan Guillermo Cuadrado | 80' |
| 10         | MED        | James Rodríguez         |     |
| 8          | MED        | Edwin Cardona           | 46' |
| 9          | DEL        | Roger Martínez          |     |
| Entrenador | Entrenador | José Néstor Pékerman    |     |

| 1          | POR        | Claudio Bravo         |     |
| 17         | DEF        | Gary Medel            |     |
| 18         | DEF        | Gonzalo Jara          |     |
| 4          | DEF        | Mauricio Isla         |     |
| 15         | DEF        | Jean Beausejour       |     |
| 5          | MED        | Francisco Silva       |     |
| 20         | MED        | Charles Aránguiz      |     |
| 10         | MED        | Pedro Pablo Hernández | 30' |
| 6          | MED        | José Pedro Fuenzalida | 75' |
| 7          | DEL        | Alexis Sánchez        |     |
| 11         | DEL        | Eduardo Vargas        | 88' |
| Entrenador | Entrenador | Juan Antonio Pizzi    |     |

| 21 | DEL | Marlos Moreno   | 46' |
| 13 | MED | Sebastián Pérez | 73' |
| 7  | DEL | Carlos Bacca    | 80' |

| 13 | MED | Erick Pulgar  | 30' |
| 22 | DEL | Edson Puch    | 75' |
| 14 | MED | Mark González | 88' |

| Anotado | 7'  | Charles Aránguiz      |
| Anotado | 11' | José Pedro Fuenzalida |

| Amonestado | 41' | Carlos Sánchez  |
| Expulsado  | 57' | Carlos Sánchez  |
| Amonestado | 89' | Carlos Bacca    |
| Amonestado | 90' | James Rodríguez |

| Amonestado | 39' | Claudio Bravo   |
| Amonestado | 45' | Alexis Sánchez  |
| Amonestado | 65' | Jean Beausejour |
| Amonestado | 78' | Edson Puch      |
| Amonestado | 85' | Francisco Silva |

| Árbitro                      | Joel Aguilar   |
| Árbitros asistentes          | Juan Zumba     |
| Árbitros asistentes          | William Torres |
| Cuarto Árbitro               | José Argote    |
| Árbitro asistente de reserva | Luis Murillo   |

| Estadísticas      | Bandera de Colombia | Bandera de Chile |
| Tiros             | 13                  | 8                |
| Recuperaciones    | 32                  | 43               |
| Faltas            | 17                  | 23               |
| Saques de esquina | 5                   | 3                |
| Penalties         | 0                   | 0                |
| Fueras de juego   | 2                   | 1                |
| Pases correctos   | 307                 | 336              |
| Pases incorrectos | 40                  | 62               |
| Posesión de balón | 47%                 | 53%              |

### Final

#### Argentina - Chile
| 26 de junio de 2016, 20:00 (UTC-4) | Argentina                            | 0:0 (t. s.)(2:4 p.)        | Chile                                            | MetLife Stadium, East Rutherford                        |                                                         |
|                                    |                                      | Reporte                    |                                                  | Asistencia: 82 026 espectadores Árbitro(s): Héber Lopes | Asistencia: 82 026 espectadores Árbitro(s): Héber Lopes |
|                                    |                                      | Tiros desde el punto penal |                                                  |                                                         |                                                         |
|                                    | Messi · Mascherano · Agüero · Biglia |                            | Vidal · Castillo · Aránguiz · Beausejour · Silva |                                                         |                                                         |

| 1          | Guardameta     | Sergio Germán Romero |      |
| 4          | Defensa        | Gabriel Mercado      |      |
| 17         | Defensa        | Nicolás Otamendi     |      |
| 13         | Defensa        | Ramiro Funes Mori    |      |
| 16         | Defensa        | Marcos Rojo          |      |
| 14         | Centrocampista | Javier Mascherano    |      |
| 19         | Centrocampista | Éver Banega          | 110' |
| 6          | Centrocampista | Lucas Biglia         |      |
| 7          | Delantero      | Ángel Di María       | 57'  |
| 9          | Delantero      | Gonzalo Higuaín      | 69'  |
| 10         | Delantero      | Lionel Messi         |      |
| Entrenador | Entrenador     | Gerardo Martino      |      |

| 1          | Guardameta     | Claudio Bravo         |      |
| 4          | Defensa        | Mauricio Isla         |      |
| 18         | Defensa        | Gonzalo Jara          |      |
| 17         | Defensa        | Gary Medel            |      |
| 15         | Defensa        | Jean Beausejour       |      |
| 8          | Centrocampista | Arturo Vidal          |      |
| 20         | Centrocampista | Charles Aránguiz      |      |
| 21         | Centrocampista | Marcelo Díaz          |      |
| 6          | Delantero      | José Pedro Fuenzalida | 79'  |
| 11         | Delantero      | Eduardo Vargas        | 108' |
| 7          | Delantero      | Alexis Sánchez        | 103' |
| Entrenador | Entrenador     | Juan Antonio Pizzi    |      |

| 5  | Centrocampista | Matías Kranevitter | 57'  |
| 11 | Delantero      | Sergio Agüero      | 69'  |
| 20 | Centrocampista | Erik Lamela        | 110' |

| 22 | Delantero      | Edson Puch       | 79'  |
| 5  | Centrocampista | Francisco Silva  | 103' |
| 16 | Delantero      | Nicolás Castillo | 108' |

|                   |                           |       |                          |                  |
|                   |                           | 0 : 0 | Fallo de penal (Atajado) | Arturo Vidal     |
|                   |                           |       |                          |                  |
| Lionel Messi      | Fallo de penal (Desviado) | 0 : 0 |                          |                  |
|                   |                           | 0 : 1 | Acierto de penal         | Nicolás Castillo |
| Javier Mascherano | Acierto de penal          | 1 : 1 |                          |                  |
|                   |                           | 1 : 2 | Acierto de penal         | Charles Aránguiz |
| Sergio Agüero     | Acierto de penal          | 2 : 2 |                          |                  |
|                   |                           | 2 : 3 | Acierto de penal         | Jean Beausejour  |
| Lucas Biglia      | Fallo de penal (Atajado)  | 2 : 3 |                          |                  |
|                   |                           | 2 : 4 | Acierto de penal         | Francisco Silva  |

| Amonestado | 37' | Javier Mascherano  |
| Amonestado | 40' | Lionel Messi       |
| Expulsado  | 42' | Marcos Rojo        |
| Amonestado | 93' | Matías Kranevitter |

| Otorgado · Otorgado otra vez · Expulsado | 15', 28' | Marcelo Díaz     |
| Amonestado                               | 37'      | Arturo Vidal     |
| Amonestado                               | 52'      | Jean Beausejour  |
| Amonestado                               | 68'      | Charles Aránguiz |

| Árbitro             | Héber Lopes           |
| Árbitros asistentes | Kleber Gil            |
| Árbitros asistentes | Bruno Boschilia       |
| Cuarto árbitro      | Roberto García Orozco |

| 1          | Guardameta     | Sergio Germán Romero |      |
| 4          | Defensa        | Gabriel Mercado      |      |
| 17         | Defensa        | Nicolás Otamendi     |      |
| 13         | Defensa        | Ramiro Funes Mori    |      |
| 16         | Defensa        | Marcos Rojo          |      |
| 14         | Centrocampista | Javier Mascherano    |      |
| 19         | Centrocampista | Éver Banega          | 110' |
| 6          | Centrocampista | Lucas Biglia         |      |
| 7          | Delantero      | Ángel Di María       | 57'  |
| 9          | Delantero      | Gonzalo Higuaín      | 69'  |
| 10         | Delantero      | Lionel Messi         |      |
| Entrenador | Entrenador     | Gerardo Martino      |      |

| 1          | Guardameta     | Claudio Bravo         |      |
| 4          | Defensa        | Mauricio Isla         |      |
| 18         | Defensa        | Gonzalo Jara          |      |
| 17         | Defensa        | Gary Medel            |      |
| 15         | Defensa        | Jean Beausejour       |      |
| 8          | Centrocampista | Arturo Vidal          |      |
| 20         | Centrocampista | Charles Aránguiz      |      |
| 21         | Centrocampista | Marcelo Díaz          |      |
| 6          | Delantero      | José Pedro Fuenzalida | 79'  |
| 11         | Delantero      | Eduardo Vargas        | 108' |
| 7          | Delantero      | Alexis Sánchez        | 103' |
| Entrenador | Entrenador     | Juan Antonio Pizzi    |      |

| 5  | Centrocampista | Matías Kranevitter | 57'  |
| 11 | Delantero      | Sergio Agüero      | 69'  |
| 20 | Centrocampista | Erik Lamela        | 110' |

| 22 | Delantero      | Edson Puch       | 79'  |
| 5  | Centrocampista | Francisco Silva  | 103' |
| 16 | Delantero      | Nicolás Castillo | 108' |

|                   |                           |       |                          |                  |
|                   |                           | 0 : 0 | Fallo de penal (Atajado) | Arturo Vidal     |
|                   |                           |       |                          |                  |
| Lionel Messi      | Fallo de penal (Desviado) | 0 : 0 |                          |                  |
|                   |                           | 0 : 1 | Acierto de penal         | Nicolás Castillo |
| Javier Mascherano | Acierto de penal          | 1 : 1 |                          |                  |
|                   |                           | 1 : 2 | Acierto de penal         | Charles Aránguiz |
| Sergio Agüero     | Acierto de penal          | 2 : 2 |                          |                  |
|                   |                           | 2 : 3 | Acierto de penal         | Jean Beausejour  |
| Lucas Biglia      | Fallo de penal (Atajado)  | 2 : 3 |                          |                  |
|                   |                           | 2 : 4 | Acierto de penal         | Francisco Silva  |

| Amonestado | 37' | Javier Mascherano  |
| Amonestado | 40' | Lionel Messi       |
| Expulsado  | 42' | Marcos Rojo        |
| Amonestado | 93' | Matías Kranevitter |

| Otorgado · Otorgado otra vez · Expulsado | 15', 28' | Marcelo Díaz     |
| Amonestado                               | 37'      | Arturo Vidal     |
| Amonestado                               | 52'      | Jean Beausejour  |
| Amonestado                               | 68'      | Charles Aránguiz |

| Árbitro             | Héber Lopes           |
| Árbitros asistentes | Kleber Gil            |
| Árbitros asistentes | Bruno Boschilia       |
| Cuarto árbitro      | Roberto García Orozco |

| \| Estadísticas \| \| \| \| Tiros \| 16 \| 4 \| \| Tiros a puerta \| 5 \| 3 \| \| Faltas \| 13 \| 22 \| \| Saques de esquina \| 9 \| 4 \| \| Pases correctos \| 79% \| 87% \| \| Posesión del balón \| 46% \| 54% \| |                      |                  |
| Estadísticas | Bandera de Argentina | Bandera de Chile |
| Tiros | 16                   | 4                |
| Tiros a puerta | 5                    | 3                |
| Faltas | 13                   | 22               |
| Saques de esquina | 9                    | 4                |
| Pases correctos | 79%                  | 87%              |
| Posesión del balón | 46%                  | 54%              |

|                  |
| Bandera de Chile |
| Campeón Chile    |
| 2.o título       |

## Estadísticas de jugadores
| #  | Nombre                | Posición      | PJ | Min |    | Asist |   |   |
| -- | --------------------- | ------------- | -- | --- | -- | ----- | - | - |
| 1  | Claudio Bravo         | Portero       | 6  | 570 | -5 | 0     | 1 | 0 |
| 2  | Eugenio Mena          | Defensa       | 2  | 53  | 0  | 0     | 0 | 0 |
| 3  | Enzo Roco             | Defensa       | 2  | 32  | 0  | 0     | 0 | 0 |
| 4  | Mauricio Isla         | Defensa       | 5  | 465 | 0  | 0     | 2 | 0 |
| 5  | Francisco Silva       | Mediocampista | 3  | 141 | 0  | 0     | 1 | 0 |
| 6  | José Pedro Fuenzalida | Mediocampista | 6  | 358 | 2  | 0     | 0 | 0 |
| 7  | Alexis Sánchez        | Delantero     | 6  | 553 | 3  | 2     | 1 | 0 |
| 8  | Arturo Vidal          | Mediocampista | 5  | 479 | 2  | 2     | 3 | 0 |
| 9  | Mauricio Pinilla      | Delantero     | 2  | 80  | 0  | 1     | 0 | 0 |
| 10 | Pedro Pablo Hernández | Mediocampista | 3  | 121 | 0  | 0     | 1 | 0 |
| 11 | Eduardo Vargas        | Delantero     | 6  | 476 | 6  | 1     | 0 | 0 |
| 12 | Cristopher Toselli    | Portero       | 0  | 0   | 0  | 0     | 0 | 0 |
| 13 | Erick Pulgar          | Mediocampista | 1  | 60  | 0  | 0     | 0 | 0 |
| 14 | Mark González         | Mediocampista | 2  | 20  | 0  | 0     | 0 | 0 |
| 15 | Jean Beausejour       | Defensa       | 6  | 521 | 0  | 0     | 3 | 0 |
| 16 | Nicolás Castillo      | Delantero     | 1  | 12  | 0  | 0     | 0 | 0 |
| 17 | Gary Medel            | Defensa       | 6  | 538 | 0  | 0     | 1 | 0 |
| 18 | Gonzalo Jara          | Defensa       | 6  | 570 | 0  | 0     | 0 | 0 |
| 19 | Fabián Orellana       | Delantero     | 2  | 104 | 0  | 1     | 0 | 0 |
| 20 | Charles Aránguiz      | Mediocampista | 6  | 561 | 1  | 0     | 0 | 0 |
| 21 | Marcelo Díaz          | Mediocampista | 4  | 263 | 0  | 0     | 2 | 1 |
| 22 | Edson Puch            | Delantero     | 5  | 200 | 2  | 0     | 1 | 0 |
| 23 | Johnny Herrera        | Portero       | 0  | 0   | 0  | 0     | 0 | 0 |